# Stand Up and Scream
Stand Up and Scream je první album britské metalcorové kapely Asking Alexandria. Vyšlo roku 2009.

## Seznam skladeb
1. „Alerion“
2. „Final Episode“ (Let's Change the Channel)
3. „A Candlelit Dinner With Inamorta“
4. „Nobody Don't Dance No More“
5. „Hey There Mr. Brooks“ (host Shawn Milke of Alesana)
6. „Hiatus“
7. „If You Can't Ride Two Horses at Once... You Should Get Out of the Circus“
8. „A Single Moment of Sincerity“
9. „Not the American Average“
10. „I Used to Have a Best Friend“ (But Then He Gave Me an Std)
11. „A Prophecy“
12. „I Was Once, Possibly, Maybe, Perhaps a Cowboy King“
13. „When Everyday's the Weekend“